# Gilaödla
Gilaödla eller gilamonster (Heloderma suspectum) är en av tre giftiga ödlor i världen. Den andra är skorpiongiftödlan, som tillsammans med gilaödlan ingår i familjen giftödlor, och den tredje är komodovaranen. Gilaödla förekommer i Nordamerika i sydvästra USA och nordvästra Mexiko. Artens kärnområde, det område där den är vanligast, är Arizona och Sonora., men den förekommer även i allra sydvästligaste Utah, södra Nevada och närliggande områden i sydöstra Kalifornien, sydvästra New Mexico och allra nordligaste Sinaloa. Dess främsta habitat är torra halvöken- till ökenartade områden, med inslag av gräs- och buskvegetation, steniga och klippiga områden, kanjoner och arroyer, som Sonoraöknen, Mojaveöknen och Chihuahuanöknen.

## Kännetecken
Gilaödlan är en stor ödla med robust kroppsbyggnad. Den kan mäta upp till 56 cm i längd och väga upp till omkring 2,3 kilogram. Den är den största inhemska ödlan i USA, men är mindre än skorpiongiftödlan, som också förekommer i Mexiko. Till utseendet är gilaödlan svart med orangegula eller rosaktiga fläckar på kroppen och svansen. Nosen, underkäken och huvudets sidor fram till nacken är svarta. Även fötterna och benen är övervägande svarta. Den har ett stort, brett huvud, kraftiga ben, fyra tår, en tjock svans, som fungerar som fettreserv, och kraftiga klor vid alla tår. Arten har också karakteristiska stora runda och förhårdnade fjäll, så att kroppen ser ut att vara täckt med små knölar. Liknande fjäll finns hos skorpiongiftödlan och de fungerar som en slags bepansring av kroppen genom att ge ett tåligare skinn. Även hos varaner finns liknande skyddande fjäll.

## Utbredning
Gilaödla förekommer i sydvästra USA och nordvästra Mexiko. Artens kärnområde Arizona och Sonora., men den förekommer även i allra sydvästligaste Utah, södra Nevada och närliggande områden i sydöstra Kalifornien, sydvästra New Mexico och allra nordligaste Sinaloa. Dess främsta habitat är torra halvöken- till ökenartade områden, med inslag av gräs- och buskvegetation, steniga och klippiga områden, kanjoner och arroyer (periodvis uttorkade vattendrag), som i Sonoraöknen, Mojaveöknen och Chihuahuanöknen. Mer sällsynt finns den i ek, ek- och tallskog eller tall- och enskog. Den påträffas sällan i jordbruksområden. Den finns från lågland och upp till cirka 1 545 meters höjd i sydöstra Arizona och något högre, upp till 1 950 meters höjd, i New Mexico.

## Levnadssätt
Gilaödlan tillbringar det mesta av sitt liv gömd under marken i hålor som den gräver själv, hålrum under stenar eller hålor grävda av andra djur, och den är därför svår att upptäcka. Den använder sina klor för att gräva. Den kan också gömma sig under täta buskar och i klippskrevor. Den lämnar sitt gömsle bara för att söka föda eller ibland för att solbada. Vid parningstiden söker hanarna också efter honor. Utanför gömslet rör sig gilaödlan huvudsakligen på marken men kan ibland klättra upp i vegetation. Den undviker sommartid normalt att vistas ute under de hetaste timmarna mitt på dagen och födosöker under svalare timmar av dagen. Vintertid kan den gå i dvala. Ibland använder flera gilaödlor samma vinterhåla. Tillgången till gömslen är en viktig del av habitatet och har gilaödlan funnit en lämplig håla använder den ofta hålan under lång tid.
Gilaödlans föda är varierad och består både av ägg av fåglar, ödlor, ormar och sköldpaddor, och små djur, från små gnagare, som möss och ekorrar, till små kaniner, små fåglar, ödlor, grodor och insekter. Den äter också kadaver. Den använder sin tunga för att känna lukter och hittar byten främst med hjälp av smak och lukt. En vuxen gilaödla kan äta en födomängd motsvarande 35% av sin egen kroppsvikt vid ett födotillfälle och en ung gilaödla kan äta en födomängd motsvarande 50% av sin egen kroppsvikt vid ett födotillfälle. När det är gott om föda lagrar gilaödlan överskottet som fett i svansen. Under perioder med dålig tillgång på föda eller dvala kan de sedan överleva genom att tära på fettreserven. På så sätt kan den överleva i några månader utan att äta.
Gilaödlans färgteckning är en varning om att den är giftig och fungerar även som kamouflage. Giftkörtlarna hos gilaödlan sitter i underkäken. Giftet överförs genom gilaödlans bett, genom att rinna längs fåror på tänderna och in i såret. Giftet är ett ganska svagt neurotoxin och påverkar bytets nervsystem, eller en angripares, då gilaödlan om den attackeras försvarar sig genom att bitas. Eftersom byten inte alltid förgiftas, finns en teori om att giftets främsta användning kanske är försvar. Gilaödlans bett är kraftfullt och smärtsamt för människor, men giftet är svagt och inga dödsfall som en följd av bett från gilaödlor har rapporterats.
Parningtiden för gilaödlan infaller vanligen i maj och en tid senare, vanligen i juli eller augusti, lägger honan 1–12 ägg i en håla i marken. Äggen kläcks efter cirka tio månader. De unga gilaödlorna klarar sig själva direkt efter kläckningen. 
I fångenskap kan gilaödlor leva i 20–35 år.

## Underarter

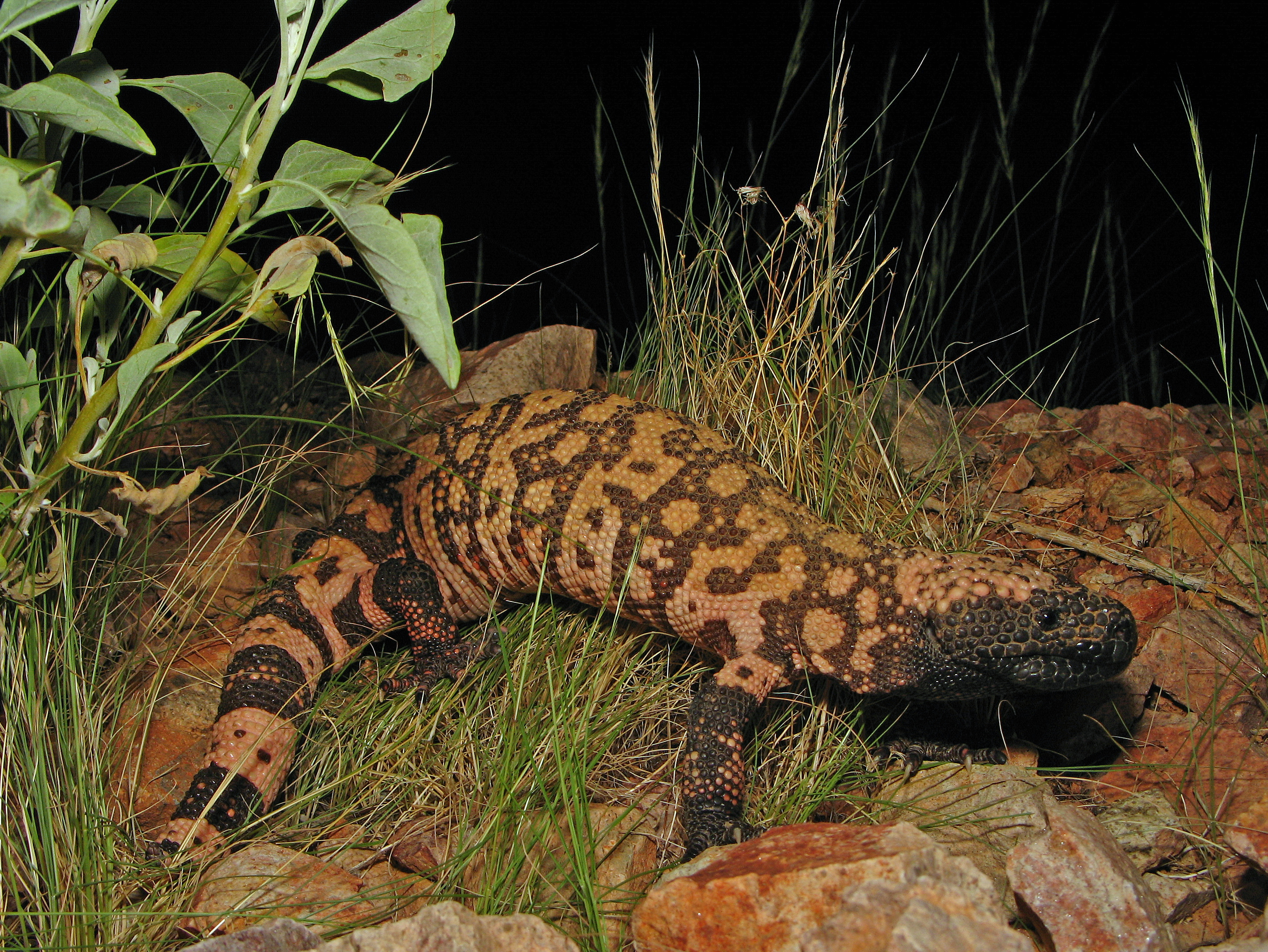
Gilaödla (H. s. suspectum)

Det förekommer två underarter av Heloderma suspectum, H. s. cinctum och H. s. suspectum.